# Christopher Makokha
Christopher Makokha – kenijski trener piłkarski. Był selekcjonerem reprezentacji Kenii.

## Kariera trenerska
W 1988 roku Makokha został selekcjonerem reprezentacji Kenii. Poprowadził ją w Pucharze Narodów Afryki 1988. Tam Kenia zakończyła swój udział na fazie grupowej, przegrywając po 0:3 z Nigerią i z Egiptem i remisując 0:0 z Kamerunem. Po tym turnieju przestał być trenerem kenijskiej reprezentacji.